# Bellevue (Île-du-Prince-Édouard)
Pour les articles homonymes, voir Bellevue.
Bellevue est une communauté dans le comté de Queens de l'Île-du-Prince-Édouard au Canada, au sud-ouest de Montague.